# وینستون، سافک
وینستون (به انگلیسی: Winston) یک روستا و محله مدنی در بریتانیا است که در مید سافک واقع شده‌است. وینستون ۱۵۹ نفر جمعیت دارد.